# Greg Garcia
Gregory Thomas „Greg“ Garcia (* 4. dubna 1970) je americký televizní režisér, producent a scenárista.
V polovině 90. let pracoval jako scenárista a story editor na sitcomu Family Matters. Je spoluautorem sitcomu Built to Last, který byl krátce vysílán v roce 1997. V letech 2000 a 2001 se jako konzultující producent podílel na animovaném seriálu Griffinovi. Roku 2000 vytvořil spolu s Alanem Kirschenbaumem sitcom Ano, drahoušku, který dosáhl šesti sezón a na který dohlížel jako výkonný producent. Vytvořil a produkoval také seriál Jmenuju se Earl, jehož čtyři řady byly premiérově odvysílány v letech 2005–2009. Šest jeho epizod rovněž režíroval a objevil se v něm v několika cameo rolích. Jeho dalšími díly jsou komediální seriály Vychovávat Hope (2010–2014) a Millerovi (2013–2014).